# Corentin Fila

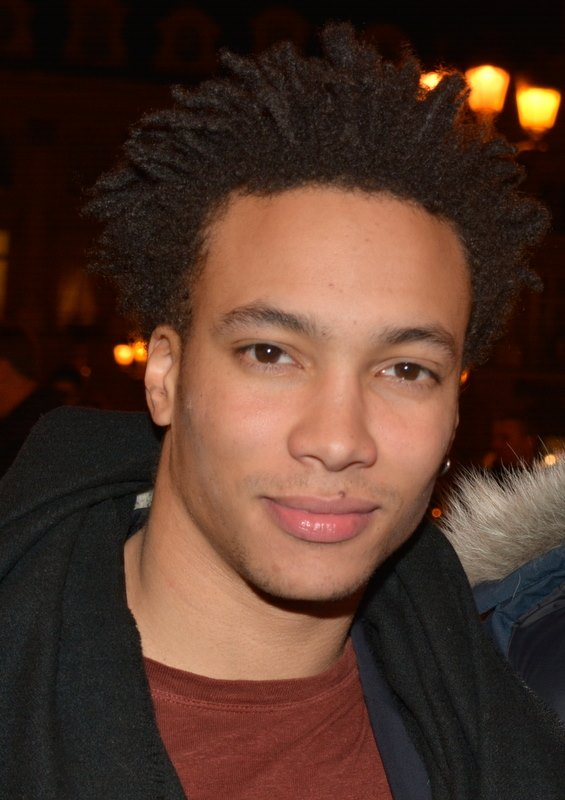
Corentin Fila bei der Nominierungsveranstaltung für den César 2017

Corentin Fila (* 28. September 1988 in Paris) ist ein französischer Schauspieler.

## Leben

### Kindheit und Ausbildung
Corentin Fila wurde in Paris geboren, wo er auch aufwuchs. Seine französische Mutter arbeitet als Lehrerin mit autistischen Kindern zusammen. Sein Vater, zu dem er keinen Kontakt hat, ist der aus dem Kongo stammende Regisseur David-Pierre Fila (* 1954), der überwiegend Dokumentarfilme realisierte. Filas Patenonkel ist der kongolesische Sänger und Musiker Zao.
Fila, der als Jugendlicher die Basketballspieler Allen Iverson und Kobe Bryant zu seinen Vorbildern zählte, besuchte das Pariser Lycée Montaigne. Nach dem Abitur in sozialen Wissenschaften (Bac ES), schloss er an der Universität Paris Descartes ein Studium der Wirtschaftswissenschaften ab. Nach dem Studium wurde Fila auf der Straße als Model entdeckt und er übernahm sporadisch Aufträge als Fotomodell für die Agentur Elite.
Filas Begeisterung für die Schauspielerei wurde eigenen Angaben zufolge 2012 durch den Besuch einer Vorstellung von Peter Brooks Stück The Suit am Théâtre des Bouffes du Nord geweckt, das mit südafrikanischen Darstellern inszeniert war. Der 23-Jährige, der zum damaligen Zeitpunkt mit einer Schauspielschülerin des Cours Florent liiert war, bewarb sich daraufhin selbst für eine Ausbildung an der renommierten Schauspielschule. Er wurde 2012 in die „classe libre“ des Cours Florent aufgenommen und dort bis 2014 ausgebildet.

### Erfolgreiches Schauspieldebüt
Internationale Bekanntheit brachte Fila seine erste Filmrolle in André Téchinés Spielfilm Mit Siebzehn (2016) mit Sandrine Kiberlain ein. Darin war er als jugendlicher Adoptivsohn zu sehen, der in einer südwestfranzösischen Bauernfamilie lebt und sich in den Sohn der Dorfärztin (dargestellt von Kacey Mottet Klein) verliebt. Das Verhältnis der beiden Jugendlichen ist von gegenseitiger Ablehnung und Anziehung geprägt. Eigenen Angaben zufolge erhielt Fila den Part des Tom, obwohl er noch nicht über eine ausreichende Schauspieltechnik und auch keinen Agenten verfügte. Der als Schauspielregisseur bekannte Téchiné habe ihm wenig psychologische Erklärungen für seine Figur geliefert und stattdessen geraten, wie ein „wildes Tier“ zu spielen.
Mit Siebzehn wurde 2016 im Wettbewerb der 66. Internationalen Filmfestspiele Berlin uraufgeführt und brachte sowohl Fila als auch seinem Leinwandpartner, dem Nachwuchsschauspieler Kacey Mottet Klein, das Lob der Fachkritik ein. Beide wurden als mögliche Anwärter auf den Darstellerpreis gehandelt, der aber an Majd Mastour (Hedis Hochzeit) verliehen wurde. 2017 erhielt Fila für seine Leistung in Mit Siebzehn Nominierungen für die französischen Filmpreise César und Prix Lumières, jeweils als Bester Nachwuchsdarsteller.

## Filmografie
- 2016: Mit Siebzehn (Quand on a 17 ans)
- 2016: Patients
- 2017: Mes provinciales
- 2017 Die Neiderin (Jalouse)
- 2019: Sterbliche (Mortel)
- 2024: Continente